# Starlight Kid
Starlight Kid (en japonés: (スターライト・キッド, Sutāraito Kiddo) (Japón, 18 de agosto de 2001) es una luchadora profesional japonesa que compite para World Wonder Ring Stardom, promoción con la que ha ganado el High Speed Championship.

## Carrera profesional

### Inicios
Starlight Kid debutó el 11 de octubre de 2015 en Goddess of Stardom en un combate a tres bandas con Kaori Yoneyama y Momo Watanabe. El 8 de noviembre, compitió en su primer torneo importante de Stardom, formando equipo con Hiromi Mimura para competir en el Goddess of Stardom Championship de 2015. 
El equipo perdió en la primera ronda ante Watanabe y Datura. Después de eso, formaría equipo con Miura muy a menudo. Kid pasó la mayor parte de sus combates perdiendo contra otros luchadores más experimentados, lo que ayudaría a poner por encima de otros luchadores y al mismo tiempo daría a Umino algo de experiencia en el ring, que fue televisada.
El 29 de abril de 2016, en el Cinderella Tournament, participó en un dark match, haciendo equipo con Eimi Nishina en una derrota ante Yoneyama y Azumi. El 15 de mayo, participó en el tag match inicial de 6 personas, que se saldó con una victoria para su equipo. El 29 de mayo, fue la oponente en el combate de regreso de Kris Wolf. El 16 de junio, participó en otro combate inicial de 6 personas, donde su equipo fue derrotado por el equipo de Yoneyama, Azumi y Alex Lee.
En 2017, Kid se reveló en una entrevista para la revista semanal de Pro wrestling que se tomaría un descanso durante mucho tiempo para centrarse en sus estudios. El 3 de enero de 2018, regresó al ring haciendo equipo con Konami perdiendo contra Miranda y Xia Brookside.

### Campeona del futuro y union a STARS (2018-2021)
En marzo de 2018, participaría en el torneo inaugural de Future of Stardom Championship, donde derrotó a Hanan en la primera ronda y luego derrotaría a Shiki Shibusawa en la final del torneo para convertirse en la campeona inaugural. El 15 de abril de 2018, durante el Draft de Stardom, Kid formaría un stable con Mayu Iwatani, Saki Kashima, Shiki Shibusawa, Natsumi y Tam Nakano. 
El 27 de mayo, en Shining Stars, su primer combate individual con Io Shirai terminó en derrota, pero fue muy elogiado por el público. Tras el combate, AZM la retó por el  Future of Stardom Championship, y el 3 de junio, en el Queen's Fes de Sapporo, el combate llegó a un empate con límite de tiempo. Desde el 23 de octubre hasta el 4 de noviembre, Kid y Natsumi participaron en la Goddesses of Stardom Tag League, terminando el torneo con un récord de dos victorias, dos derrotas y un empate, no logrando avanzar a la final del torneo. El 3 de enero de 2019, Kid perdió su título ante Utami Hayashishita en New Years Stars, poniendo fin a su reinado con 281 días.

### Oedo Tai - Campeona en parejas de New Blood (2021-2024)
El 12 de junio de 2021 en el Stardom Tokyo Dream Cinderella Special Edition, Kid abandonó el STARS después de que ella, Koguma, Hanan, Iwatani y Rin Kadokura perdieran ante Oedo Tai (Natsuko Tora, Konami, Fukigen Death, Ruaka y Saki Kashima) en un Ten-Woman Elimination Tag Team Match en el que la ganadora debía elegir a un miembro de la unidad contraria, siendo Oedo Tai quien eligió a Kid después de que esta fuera eliminada al final. En el Yokohama Dream Cinderella 2021 en verano, Kid cambió su traje para adaptarse a los colores de Oedo Tai usando un traje y una máscara negra y morada, Kid también retó a Tam Nakano por el Wonder of Stardom Championship, donde el 21 de julio perdió. El 29 de agosto, Kid derrotó a Natsumi Maki para ganar el High Speed Championship.
Desde el 3 de noviembre de 2021, Kid entraría en la búsqueda de reclutar más miembros en Oedo Tai lo que llevaría a un feudo con Momo Watanabe quien sería víctima de los juegos mentales de Starlight Kid como estrategia de esta última para reclutar miembros a Oedo Tai lo que degeneraría en un tag team match de eliminación de ocho mujeres en el que ambas serían las capitanas de sus respectivos equipos. La capitana perdedora se vería obligada a unirse a la unidad enemiga y si Kid perdía también tendría que desenmascararse y revelar su verdadero nombre. 
El combate tuvo lugar el 18 de diciembre, en Osaka Super Wars, el evento que representaba la última parte de la trilogía "Super Wars". Cuando el combate estaba a punto de terminar y Queen's Quest tenía una ventaja de 2 a 1 sobre Kid, se produjo un momento impactante cuando Watanabe traicionó a Queen's Quest y golpeó a su compañera de equipo de toda la vida, AZM, con una silla en la cabeza, dando la victoria a Oedo Tai y haciendo que Kid conservara su máscara y Watanabe se uniera al stable.
En Stardom Nagoya Supreme Fight el 29 de enero de 2022, Kid se asoció con Momo Watanabe y derrotó a Utami Hayashishita & AZM. En Stardom Cinderella Journey el 23 de febrero de 2022, perdió el Campeonato de Alta Velocidad ante AZM. En Stardom New Blood 1 el 11 de marzo de 2022, Kid se asoció con Ruaka para derrotar a Haruka Umesaki & Nanami de World Woman Wrestling Diana. En la primera noche del Stardom World Climax 2022 del 26 de marzo, Kid se asoció con Momo Watanabe y derrotó a FWC (Hazuki & Koguma) para ganar el Campeonato de las Diosas de Stardom. En Stardom Cinderella Tournament 2022, Kid cayó ante Natsupoi en las primeras rondas del 3 de abril. En Stardom Golden Week Fight Tour el 5 de mayo de 2022, Kid & Watanabe perdieron el Campeonato de las Diosas ante Hazuki & Koguma. En Stardom New Blood 2 el 13 de mayo de 2022, Kid se asoció con Ruaka y Rina en un esfuerzo perdedor contra Cosmic Angels (Mina Shirakawa y Unagi Sayaka) y Haruka Umesaki. En Stardom Flashing Champions el 28 de mayo de 2022, Kid se asoció con Saki Kashima y Momo Watanabe para derrotar a MaiHimePoi (Maika, Himeka y Natsupoi) por el Campeonato de las  Artistas de Stardom En Stardom Fight in the Top el 26 de junio de 2022, Kid se asoció una vez más con Watanabe y Kashima para anotar su primera defensa del Campeonato de las Artistas contra Giulia, Maika y Mai Sakurai. En Stardom New Blood 3, Kid se asoció con Rina, Ruaka y Haruka Umesaki para derrotar a Cosmic Angels (Mina Shirakawa, Unagi Sayaka & Color's (Yuko Sakurai & Rina Amikura)). En Mid Summer Champions en Tokio, el primer evento de la serie Stardom Mid Summer Champions que tuvo lugar el 9 de julio de 2022, Kid desafió sin éxito a Saya Kamitani por el Campeonato Maravilla de Stardom. En la segunda noche en Mid Summer Champions en Nagoya el 24 de julio, Kid se asoció con Momo Watanabe y Saki Kashima para defender con éxito el Campeonatode las Artistas contra Giulia, Maika y Himeka. En Stardom New Blood 4 el 26 de agosto de 2022, Kid se asoció con Haruka Umesaki en un esfuerzo fallido contra God's Eye (Mirai y Ami Sourei). En Stardom 5 Star Grand Prix 2022, Kid compitió en el bloque "Blue Stars" donde obtuvo un total de 14 puntos.
En New Blood Premium el 25 de marzo de 2023, Starlight Kid y Karma, formando equipo como Bloody Fate, se convirtieron en las campeonas inaugurales del Campeonato por equipos de New Blood al derrotar a God's Eye (Mirai y Tomoka Inaba) en la final de un Torneo. En New Blood 11 el 29 de septiembre, Bloody Fate perdió el Campeonato en Parejas de New Blood ante Wing-gori. El 29 de septiembre, se anunció que Kid había sufrido una lesión en el tobillo y tomaría una licencia.
El 27 de abril de 2024, tras perder junto con Ruaka una oportunidad por el Campeonato de las Diosas de Stardom, la líder de Oedo Tai Natsuko Tora, encabezó un ataque de todo el stable hacia Kid, expulsándola, sin embargo, la líder de Cosmic Angels, Tam Nakano salio en defensa de la enmascarada.

## Campeonatos y logros
- Pro Wrestling Illustrated
  - Situada en el nº 51 del top 100 de mujeres luchadoras en PWI Women's 100 de 2021[6]
  - Situada en el nº 8 en el PWI Female 150 de 2022[7]
- World Wonder Ring Stardom
  - Future of Stardom Championship (1 vez, inaugural)
  - High Speed Championship (1 vez)
  - Goddess of Stardom Championship (1 vez) con Momo Watanabe
  - Artist of Stardom Championship (1 vez) con Momo Watanabe y Saki Kashima (1)[8]
  - New Blood Tag Team Championship (1 vez, inaugural) con Karma.
  - Best Technique Award (2018)
  - 5★Star GP Award
    - 5★Star GP Technical Skill Award (2021)[9]

  - Stardom Year-End Award
    - Shining Award[10]